# Ланискат
Ланиска́т (фр. Laniscat, брет. Lanniskad) — коммуна во Франции, находится в регионе Бретань. Департамент — Кот-д’Армор. Входит в состав кантона Гуарек. Округ коммуны — Генган.
Код INSEE коммуны — 22107.

## География
Коммуна расположена приблизительно в 410 км к западу от Парижа, в 110 км западнее Ренна, в 40 км к юго-западу от Сен-Бриё.
Вдоль южной границы коммуны проходит канал Нант — Брест, а вдоль западной границы протекает река Блаве.

## Население
Население коммуны на 2008 год составляло 823 человека.
| 1962 | 1968 | 1975 | 1982 | 1990 | 1999 | 2008 |
| ---- | ---- | ---- | ---- | ---- | ---- | ---- |
| 772  | 854  | 851  | 891  | 876  | 830  | 823  |

## Администрация
| Период | Период | Фамилия           | Партия                  | Примечания |
| ------ | ------ | ----------------- | ----------------------- | ---------- |
| 1995   | 2008   | Даниель Кергарава | Социалистическая партия |            |
| 2008   | 2014   | Жоэль Шевалье     |                         |            |

## Экономика
В 2007 году среди 441 человека в трудоспособном возрасте (15—64 лет) 304 были экономически активными, 137 — неактивными (показатель активности — 68,9 %, в 1999 году было 69,7 %). Из 304 активных работали 283 человека (147 мужчин и 136 женщин), безработных было 21 (9 мужчин и 12 женщин). Среди 137 неактивных 25 человек были учениками или студентами, 80 — пенсионерами, 32 были неактивными по другим причинам.

## Достопримечательности
- Церковь Сен-Жильда (XVII век). Исторический памятник с 1921 года[3]
- Часовня Нотр-Дам-де-Рокельфан
- Крест в деревне Рокельфан (XVI век). Исторический памятник с 1964 года[4]
- Три крытых прохода (эпоха неолита). Исторический памятник с 1958 года[5]

## Города-побратимы
- Сен-Мартори (Франция, с 2006)

## Фотогалерея

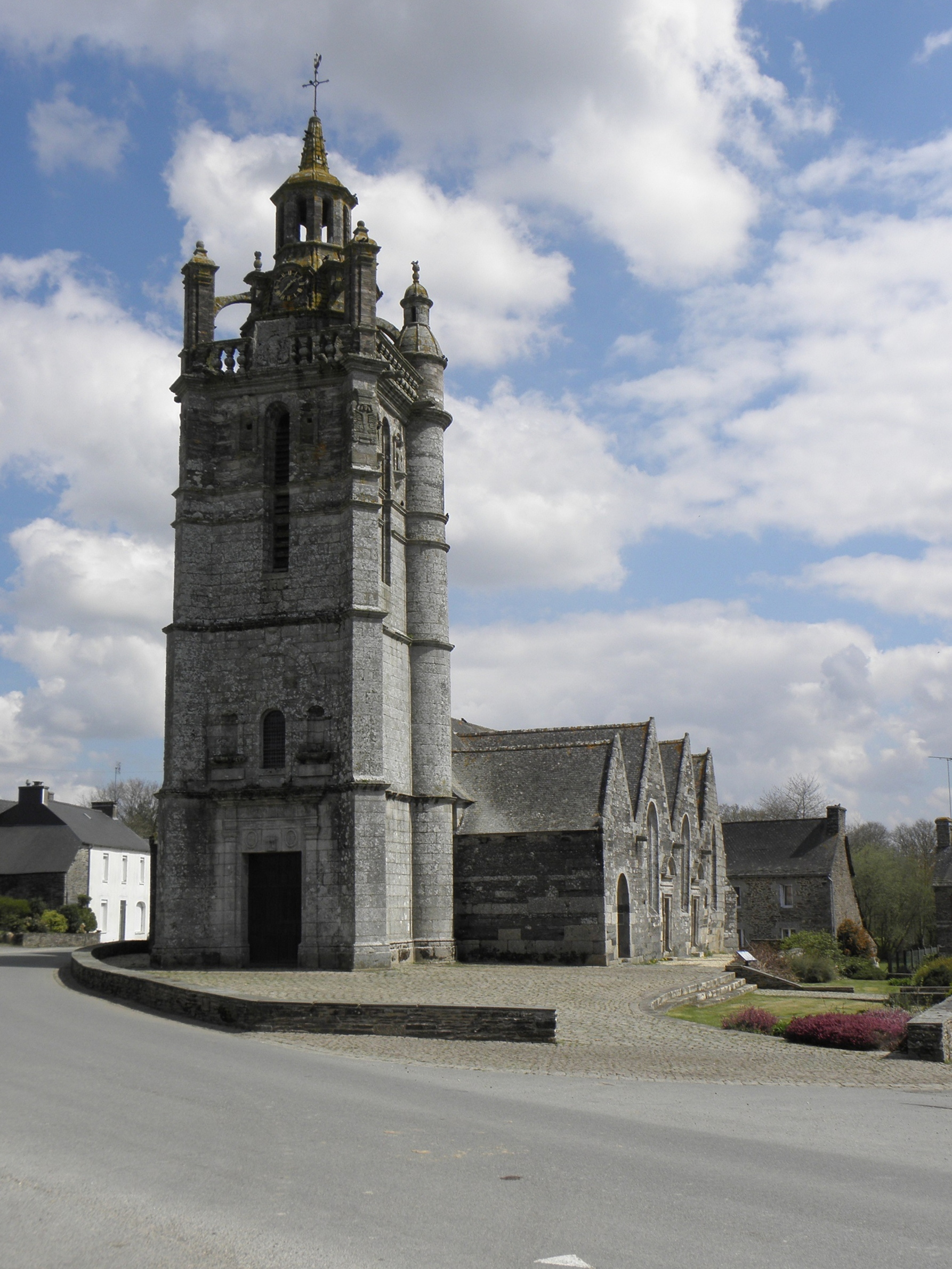
Церковь Сен-Жильда
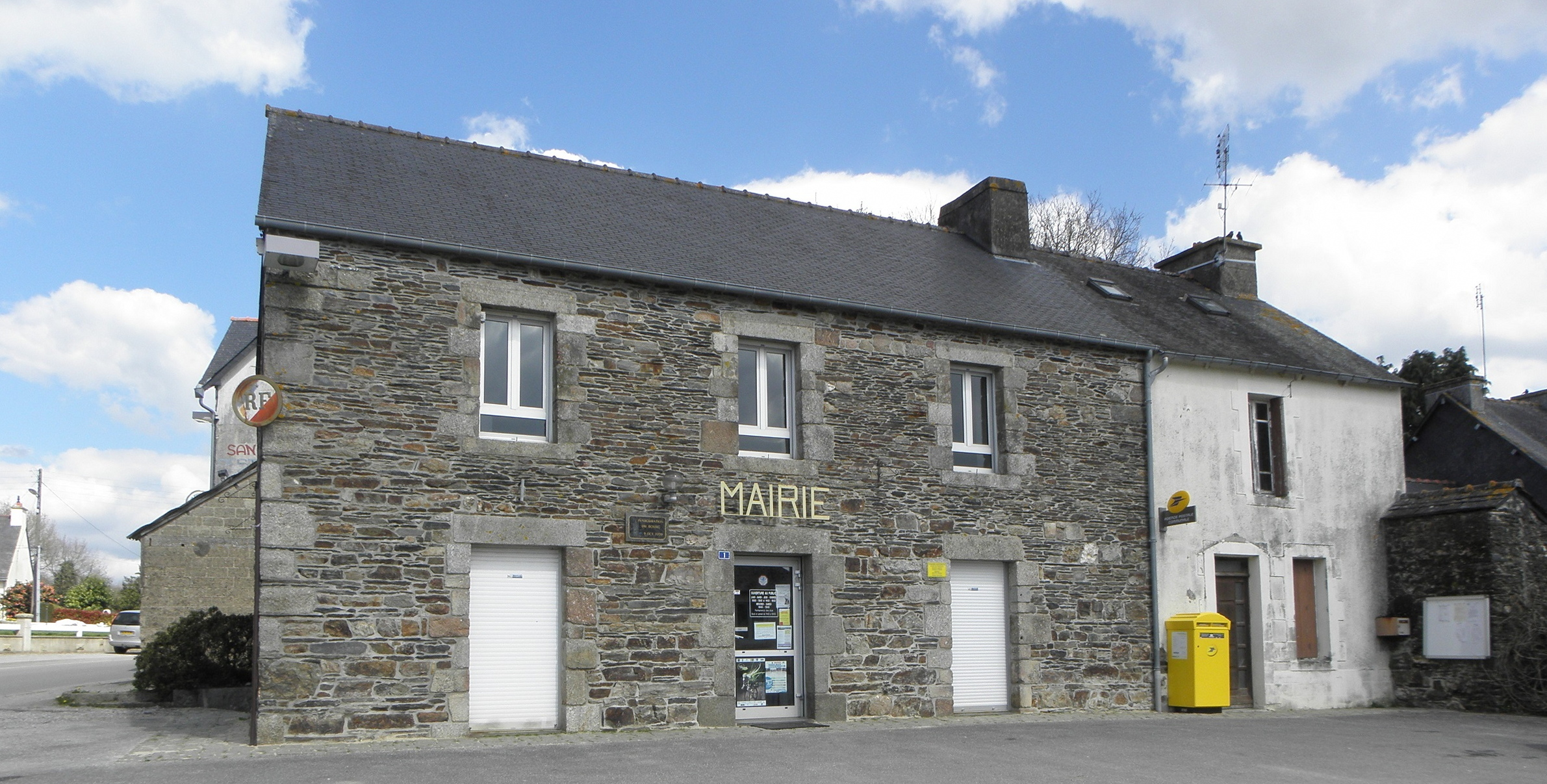
Мэрия
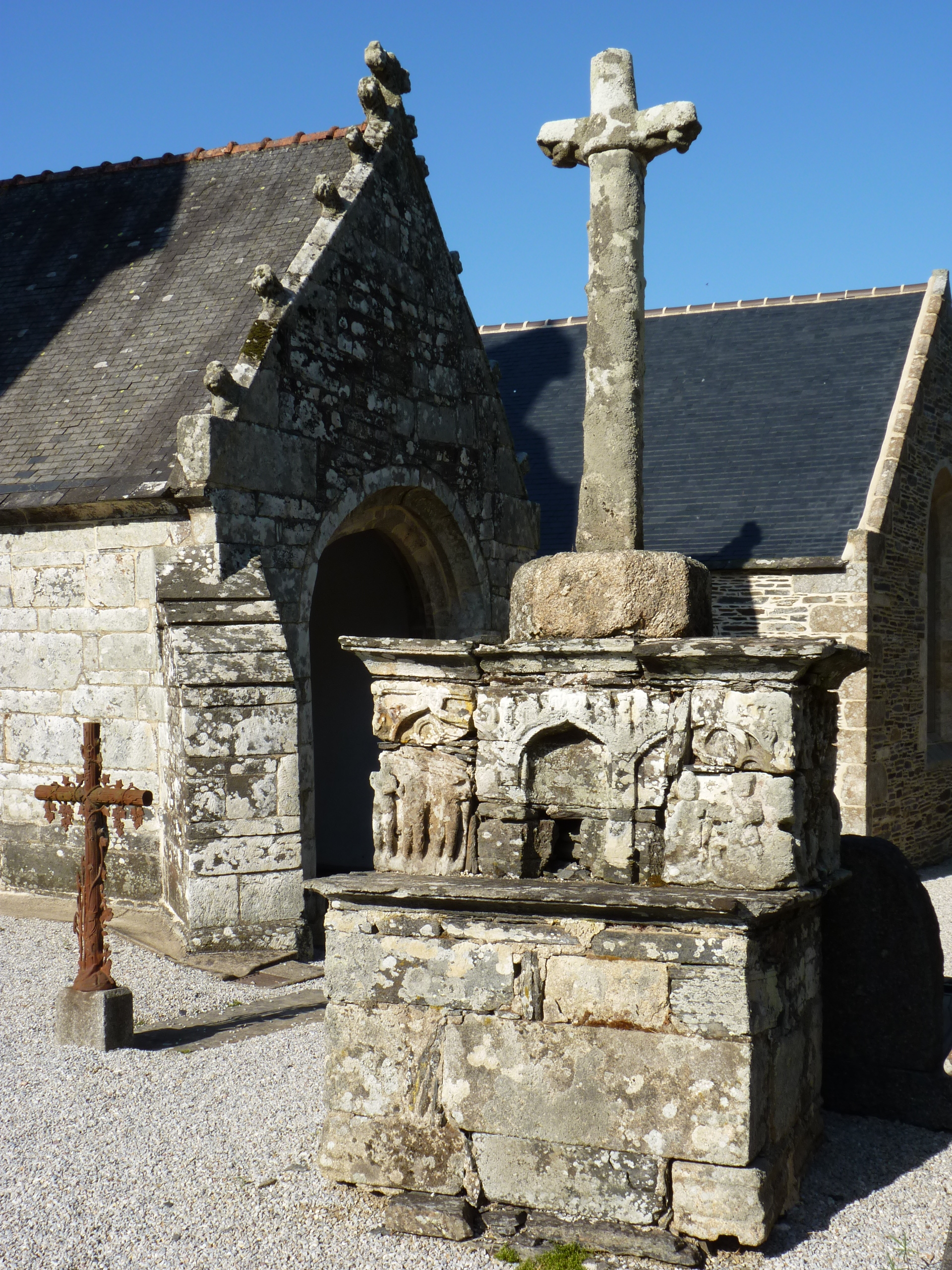
Крест в деревне Рокельфан
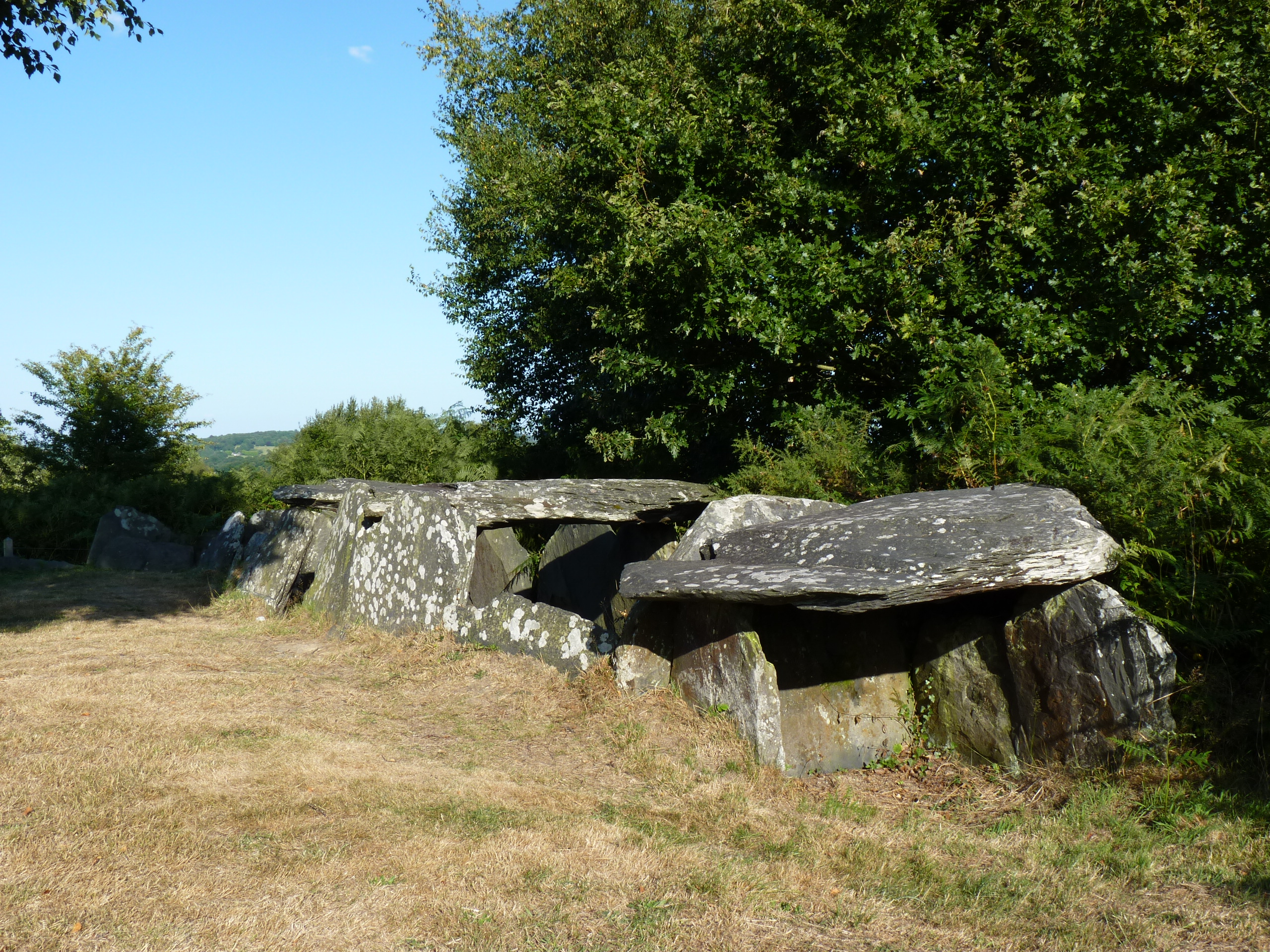
Три крытых прохода
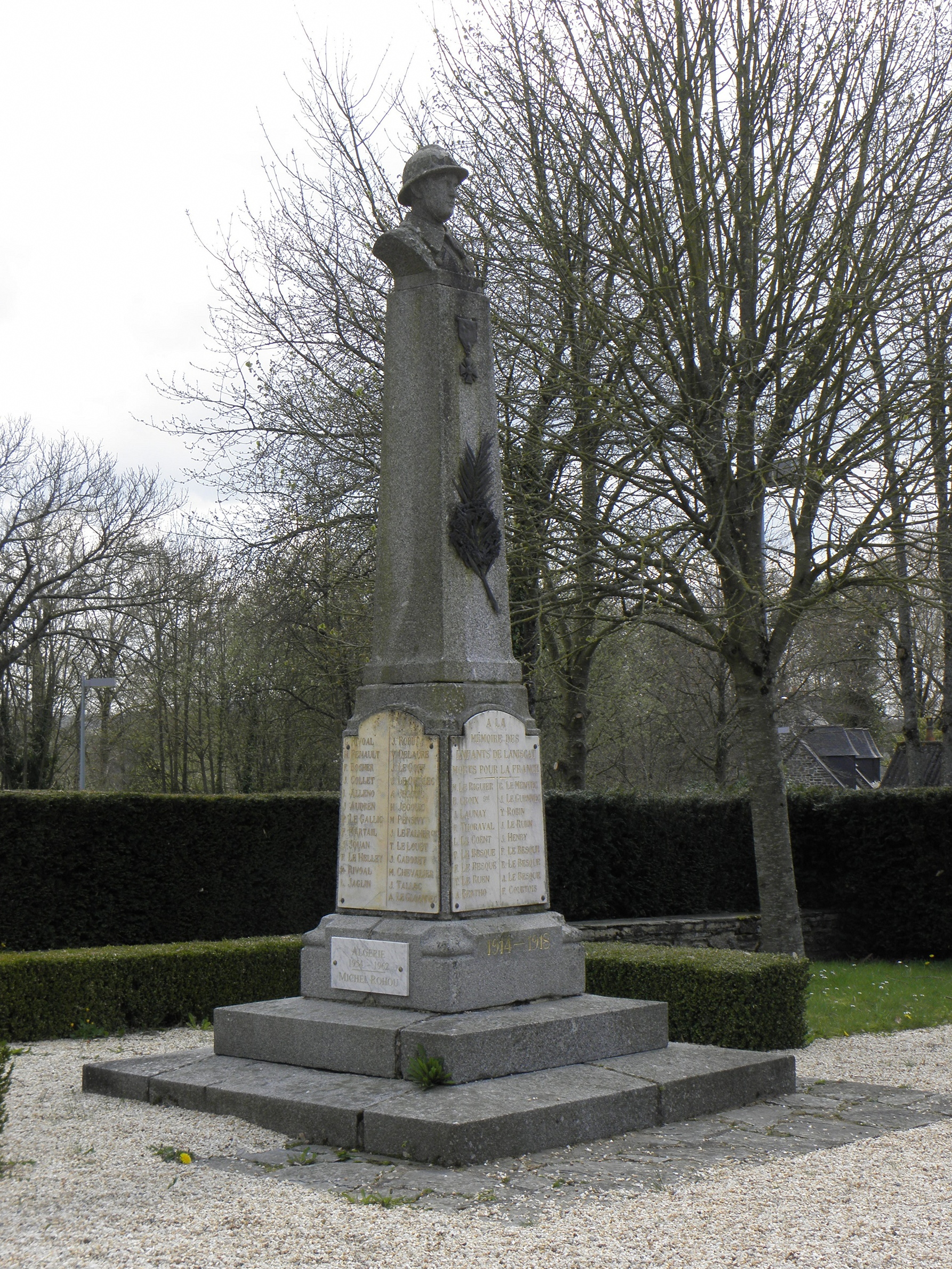
Военный мемориал
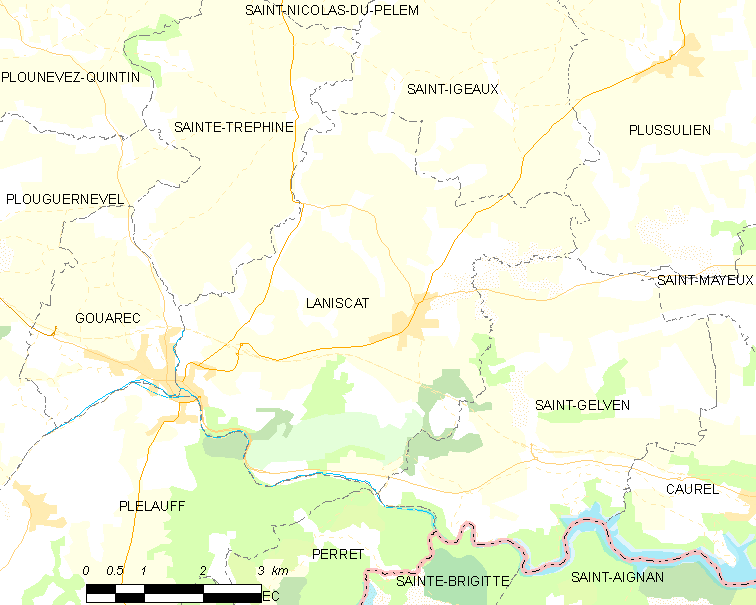
Карта коммуны